# Сирано де Бержерак (пьеса)
«Сирано́ де Бержера́к»  (фр. Cyrano de Bergerac) — драма (героическая комедия) в 5 действиях в стихах Эдмона Ростана, написанная в 1897 году.

## Действующие лица
- Сирано де Бержерак
- Кристиан де Невильет
- Граф де Гиш
- Рагно
- Лебре
- Карбон де Кастель-Жалу
- Гвардейцы-гасконцы
- Линьер
- Де Вальвер
- 1-й маркиз
- 2-й маркиз
- 3-й маркиз
- Монфлери
- Бельроз
- Жодле
- Кижи
- Д'Артаньян
- Брисайль
- Докучный
- 1-й мушкетёр
- 2-й мушкетёр
- Испанский офицер
- Королевский гвардеец
- Привратник
- Мещанин
- Его сын
- Карманник
- Зритель
- Флейтист Бертранду
- Капуцин
- Два музыканта
- Поэты
- Повара
- Роксана
- Лиза
- Сестра Кристина
- Буфетчица
- Мать Маргарита
- Дуэнья
- Сестра Агнесса
- Актриса
- Субретка
- Пажи
- Цветочница
- Дама
- Жеманница
- Монахиня

## Сюжет
Парижский поэт, сатирик, острослов и дуэлянт Сирано де Бержерак слывёт бесстрашным и бесшабашным поединщиком. Ему нет равных ни на поле брани, ни на поле поэтических состязаний. Лишь одно смущает Сирано: он считает свой огромный нос несносным уродством. Одного слова «нос» достаточно, чтобы он вызвал собеседника на дуэль. Спровоцированный виконтом де Вальвером, сказавшим, что нос Сирано «весьма велик», поэт произносит тираду о носах и вызывает своего обидчика на поединок. Во время него Сирано сочиняет балладу про дуэль, после чего ранит виконта. Из-за своего «физического недостатка» он боится открыть свою любовь к кузине Роксане. Однажды Роксана, с которой они дружат с детства, признаётся, что её сердце покорил красавчик Кристиан, который как раз поступает в полк гасконцев, где служит и Сирано. Одно пугает Роксану: вдруг за чудесным лицом Кристиана скрывается очередной неотёсанный дуралей. Познакомившись с ним, де Бержерак убеждается, что парень, хоть добр, смел и честен, действительно звёзд с неба не хватает. И тут ему приходит на ум идея создать для Роксаны идеального возлюбленного: прекрасному лицу Кристиана Сирано даст свой богатый духовный мир.

## Издания
Первая французская публикация — Париж, 1898.
Первое русское издание — перевод Т. Л. Щепкиной-Куперник в драматическом сборнике «Сцена» (1898, № 21). В 1938 году издательство «Искусство» выпустило пьесу в переводе В. А. Соловьёва.
В 1997 году в серии «Литературные памятники» издательства «Наука» вышел перевод Еленой Баевской и Михаила Яснова, наиболее приближенный к оригиналу и сохранивший канонический александрийский стих, имеющий в пьесе Ростана принципиальное значение.
Широкий интерес и высокую оценку получили иллюстрации Ребекки Дотремер к адаптированному изданию пьесы Ростана.

## Постановки
Премьера состоялась 28 декабря 1897 года в парижском театре Порт-Сен-Мартен (Сирано — Б. К. Коклен-старший). В дальнейшем широко ставилась во многих театрах мира; среди постановок в 1940-1950-х годах: «Комеди Франсез» (Сирано — Андре Брюно), «Олд Вик», (Лондон, 1946, Сирано — Р. Ричардсон), Театр Сары Бернар, Париж (1956, Сирано — П. Дюкс).

## Экранизации
- «Сирано де Бержерак» (Франция, Италия, 1925)[англ.]; реж. Аугусто Дженина, Сирано — Пьер Манье[англ.], Роксана — Линда Мольи (фр. Linda Moglie).
- «Сирано де Бержерак» (Франция, 1946)[англ.]; реж. Фернан Ривер[англ.], Сирано — Клод Дофин[англ.], Роксана — Элен Бернзен (фр. Ellen Bernsen).
- Сирано де Бержерак (США, 1950)[англ.]; реж. Майкл Гордон, Сирано — Хосе Феррер, Роксана — Мэла Пауэрс[англ.].
- «Когда я стану великаном» (СССР, 1978); реж. Ина Туманян; действие перенесено в 1978 год, а вместо Сирано де Бержерака и остальных персонажей в фильме выступают школьники.
- «Сирано де Бержерак» (СССР, 1983); реж. Сергей Евлахишвили, Сирано — Георгий Тараторкин, Роксана — Инна Аленикова.
- «Роксана» (США, 1987); реж. Фред Скеписи, Сирано — Стив Мартин, Роксана — Дэрил Ханна; современное переложение пьесы.
- «Сирано де Бержерак» (СССР, 1989); реж. Наум Бирман, Сирано — Григорий Гладий, Роксана — Ольга Кабо.
- «Сирано де Бержерак» (Франция, 1990); реж. Жан-Поль Раппно, Сирано — Жерар Депардьё, Роксана — Анна Броше[англ.].
- «Сирано. Успеть до премьеры» / Edmond (Франция, Бельгия, 2018); реж. Алексис Михалик, Эдмонд — Тома Соливерес, Сирано — Оливье Гурме, Роксана — Люси Бужена; история создания пьесы.
- «Сирано де Бержерак» (Великобритания, 2019); реж. Джейми Ллойд, Сирано — Джеймс Макэвой, Роксана — Анита-Джой Увадже, Кристиан — Эбен Фигередо.
- «Сирано» (США, Великобритания, 2021); реж. Джо Райт.

## Мюзиклы
«Сирано де Бержерак», рок-мюзикл, музыка Владимира Баскина, либретто Константина Рубинского. Поставлен в Новосибирском музыкальном театре (2013), Иркутском музыкальном театре (2013), Северском музыкальном театре (2021), Свердловской детской филармонии (2022).